# Хасимото, Синобу
Синобу Хасимото (яп. 橋本忍, 18 апреля, 1918 — 19 июля 2018) — японский сценарист, режиссёр, продюсер, постоянный соавтор режиссёра Акиры Куросавы.
Синобу Хасимото получил шестнадцать различных кинопремий за свои сценарии, включая пять премий Голубая лента в шестидесятые годы. В 2008 году Хасимото написал сценарий фильма «Я хочу быть ракообразным» о послевоенных преступлениях, основанный на новелле Тецутаро Като, написанной в 1959 году и фильме того же года. Ремейк фильма был снят режиссёром Кацуо Фукудзава. В фильме снялись Юкиэ Накама и Масахиро Накаи, музыку для него написал Дзё Хисаиси.

## Избранная фильмография[1]
- Великолепная семерка
- Я живу в страхе
- Расёмон
- Под стук трамвайных колёс
- Трон в крови
- Жить
- Бунт Самураев
- Семь самураев
- Харакири
- Плохие спят спокойно